# Ostodes brazieri
Ostodes brazieri је пуж из реда Architaenioglossa и фамилије Neocyclotidae. 

## Угроженост
Подаци о распрострањености ове врсте су недовољни.

## Станиште
Врста Ostodes brazieri има станиште на копну.